# 10 Dywizja Piechoty (Węgry)
10 Węgierska Dywizja Piechoty (10 Węgierska Brygada Piechoty, 10 Węgierska Dywizja Lekka) – jedna z jednostek węgierskich w II wojnie światowej.

## Historia
Utworzona w styczniu 1939 roku jako brygada, następnie od lutego 1942 do sierpnia 1943 jako dywizja lekka, po czym, do jej zniszczenia w Budapeszcie w lutym 1945 roku, jako dywizja piechoty.

## Dowódcy dywizji
- generał brygadier Dezső Füleky
- pułkownik Frigyes Gyimessy
- generał brygadier Ferenc Peterdy
- generał brygadier Jenő Felkl
- pułkownik Béla Tanitó
- generał László Molnár
- generał brygadier István Kudriczy
- generał brygadier Kornél Oszlányi
- generał brygadier József Kisfaludy
- pułkownik Sándor András

## Struktura organizacyjna
Skład w czerwcu 1942
- 6 pułk piechoty
- oddziały 26 pułku piechoty
- 10 pułk artylerii
- 10 szwadron kawalerii
- 10 kompania przeciwlotnicza
- 10 kompania łączności

Skład w lipcu 1944
- 6 pułk piechoty
- 8 pułk piechoty
- 18 pułk piechoty
- 10 dyon artylerii
- 11 dyon artylerii
- 12 dyon artylerii
- 74 dyon artylerii
- 10 batalion rozpoznawczy
- 10 kompania przeciwlotnicza
- 54 batalion saperów
- 10 batalion łączności